# Ewald Friedrich von Hertzberg

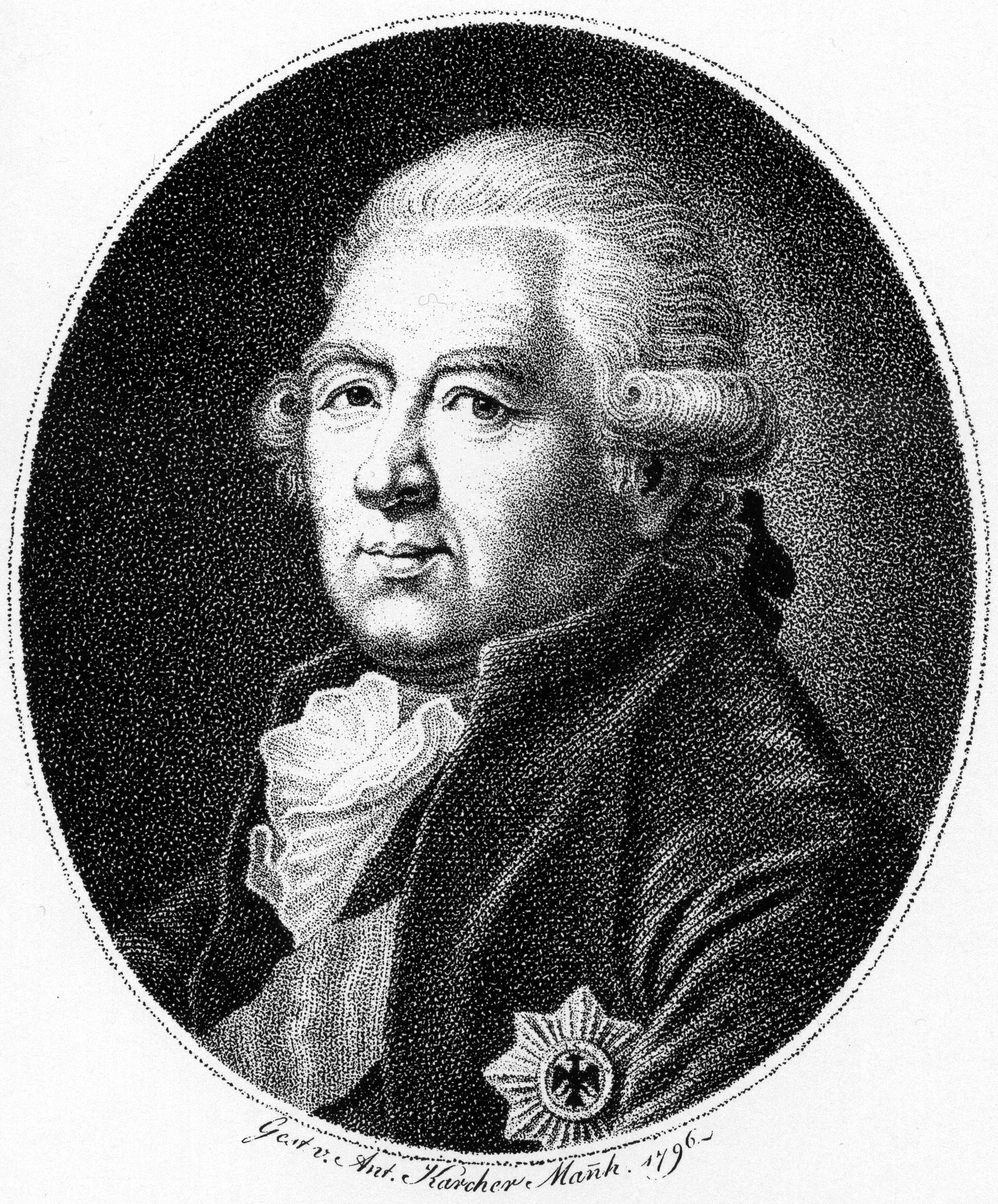
Ewald Friedrich von Hertzberg.

Ewald Friedrich von Hertzberg, född 2 september 1725 i Hinterpommern, död 27 maj 1795, var en tysk greve och statsman.
Hertzberg blev 1745 anställd i preussiska utrikesdepartementet och 1747 tillika i statsarkivet. År 1750 uppdrogs åt honom överinseendet över geheime kabinettsarkivet, på vilken post han förvärvade stora historiska kunskaper; 1757 blev han verklig geheime expeditionssekreterare. På grundval av Dresdenkabinettets 1756 beslagtagna brevväxling författade Hertzberg en Mémoire raisonné till försvar för Fredrik II :s infall i Sachsen. Sedan han 1763 avslutit freden i Hubertsburg, utnämndes han till andre stats- och kabinettsminister,  varefter han vid Karl Wilhelm von Finckensteins sida i nära 30 år stod i spetsen för utrikesministeriet. Vid Polens första delning (1772) och i bayerska arvföljdsfrågan gjorde han Fredrik II viktiga tjänster; emellertid var Hertzberg fientligare sinnad mot Österrike än kungen. Under Fredrik Vilhelm II, som upphöjde Hertzberg till greve, fick denne starkare inflytande; hans mål var allians med Ryssland och England mot Österrike, Spanien och Frankrike. 
Genom ingripandet i Nederländerna 1787 till förmån för den oraniske ståthållaren korsade han också Frankrikes önskningar. I striden mellan påven och de tyska ärkebiskoparna tog Hertzberg parti mot dessa och kejsar Josef II. Av Rysslands och Österrikes krig mot Turkiet från 1787 och 1788 ville Hertzberg begagna sig för att genom medling vinna åt Preussen Danzig och Thorn, medan Österrike i utbyte mot Moldau och Valakiet skulle till Polen återställa Galizien. Genom krigets förlopp och Rysslands hållning drevs Preussen emellertid till förbund med Polen och Turkiet, i motsats ej blott till Österrike, utan även till Ryssland. Genom fördraget med Österrike i Reichenbach (juli 1790) avstod Fredrik Vilhelm II från fullföljandet av Hertzbergs vittsvävande polska och orientaliska planer, varpå denne i juli 1791 erhöll avsked från ministerposten. År 1786 hade han valts till utländsk ledamot av Vitterhetsakademien